# Preesterilizacion
Dentro de los tratamientos industriales que se aplican en la obtención y conservación de alimentos enlatados tenemos la preesterilización. La preesterilización o precalentamiento es conocido también como exhausting. En la industria alimentaria se aplica para evitar que surjan defectos en el producto final.
Este tratamiento térmico es aplicado en aquellas sustancias alimenticias que se encuentran envasadas en recipientes apropiados, que posteriormente serán sometidos a un proceso de esterilización. Esta operación se realiza luego del envasado y llenado de los recipientes 
En el interior del envase donde se encuentra el alimento existe la presencia de oxígeno por lo que es necesario eliminarlo para evitar una serie de reacciones de deterioro.
El oxígeno provoca la degradación de los compuestos naturales (carotenoides, antocionicos) que confieren el color al alimento, las reacciones que se producen son de oxidación. También se ve favorecida por la acción del oxígeno la corrosión de los envases que están realizados a base de hierro y estaño (hojalata).
En cuanto a la vitamina C, que es sensible a la acción del calor, los efectos de degradación se ven potenciados en presencia del oxígeno, con respecto a los microorganismos, en particular, los aerobios la ausencia de oxígeno genera condiciones inhóspitas para su desarrollo.
La eliminación del oxígeno a través de este método evita la deformación de los envases, como así también, reduce el tiempo de esterilización y aumenta su eficacia.
Una vez finalizado este tratamiento se realiza el cierre de los envases de manera inmediata, para proceder consecutivamente a la esterilización, enfriado y etiquetado.
Este tipo de tratamiento térmico no es aplicado a alimentos que se encuentran envasados en recipientes de vidrio, el método aplicado en este caso consiste en expulsar el aire de forma mecánica, que consiste en la emisión de un chorro de vapor en la superficie del frasco en donde se coloca la tapa, y luego, cuando el producto se enfría se genera el vacío. 
En la actualidad la industria alimentaría cuenta con dos tipos de preesterilizadores, uno es el preesterilizador a discos y otro es del tipo rotatorio o circular.
Este tratamiento térmico se realiza a temperaturas que rondan los 80 °C y el tiempo varia dependiendo de las características del producto, citando como ejemplo a una de las características que puede poseer el alimento, en el caso de alimentos de acidez baja (legumbres y carnes) el tratamiento se realiza a 100 °C en un tiempo de tres a cinco minutos, mientras que los que poseen acidez elevada el tratamiento térmico se realiza a 80 °C aproximadamente por un período de quince minutos.
- Datos: Q5673414